# Prionoteae
Prionoteae es una tribu de plantas perteneciente a la familia Ericaceae. El género tipo es: Prionotes R. Br. Incluye los siguientes géneros:

## Géneros
- Lebetanthus Endl.
- Prionotes R. Br.